# ديبورتيس ماجالانز
ديبورتيس ماجالانز هو نادي كرة قدم تشيلي أٌسس عام 1925. يلعب النادي في الدوري التشيلي الدرجة الأولى.